# Мюллнер, Адольф
Амадей Готфрид Адольф Мюллнер (Мюльнер, нем. Amandus Gottfried Adolf Müllner; 18 октября 1774[…], Лангендорф, курфюршество Саксония — 11 июня 1829[…], Вайсенфельс) — немецкий писатель

, поэт, драматург и литературный критик.

## Биография и творчество
Написал роман «Incest oder der Schutzgeist von Avignon» (1799), несколько комедий («Die Zurückkunft aus Surinam», «Die grossen Kinder», «Die Onkelei», «Der Blitz», «Die Vertrauten», «Die Königin von Golkonde») и трагедий («Die Albaneserin», «Der 29. Februar» («24 февраля», 1812), «Die Schuld» («Вина», 1816)). Последние две пьесы принадлежат к так называемым «Schicksalstragödien» (драма рока или трагедия рока), в которых решающую роль играют несчастные дни, роковые оружия, предсказания цыганки и подобного рода романтические атрибуты. Написаны они с большим знанием сцены, блестящим, но холодным слогом. 
В 1912 году Мюлльнер поставил спектакль по пьесе Ц. Вернера «24 февраля» и в подражание написал пьесу «29 февраля».
Как литературный критик, Мюллнер был беспощаден и надменно придирчив. Его «Vermischte Schriften» появились в 1824—1826 гг., его «Dramatische Werke» — в 1828 году.